# 兩江總督

两江总督辖地（1911年）

兩江總督（穆麟德轉寫：giyangnan giyangsi uheri kadalara amban），正式官銜為總督兩江等處地方提督軍務、糧饟、操江、統轄南河事務，是清朝九位最高級的封疆大臣之一，總管江南（大致為今蘇皖滬）和江西两省的軍民政務。兩江總督厘治軍民，查舉官吏，修飭封疆，在當時全國所設總督中，唯一掌管三省，是管轄省份最多的總督，政治地位僅次於直隸總督。

## 沿革
- 該職的前身為順治四年（1647年）所設置的江南江西河南三省總督，總督部院駐江寧府城（今南京市区）。
- 顺治六年（1649年），河南省改隶直隶总督。
- 順治九年（1652年），江南江西总督總督部院一度遷往南昌，不過很快恢復舊制。
- 順治十八年（1661年）和康熙十三年（1674年），兩度分置江南總督、江西總督，不過在康熙四年（1665年）和二十一年（1682年）兩省同歸兩江總督管轄。
- 康熙元年（1662年），操江事務劃歸江南總督管理。
- 康熙二十一年正月（1682年），裁江西总督缺，归并江南总督，为江南江西总督。
- 雍正元年（1723年），授與歷任兩江總督兵部尚書兼都察院右都御史之官銜，為文官從一品。
- 道光十一年（1831年）起，兩江總督兼管兩淮鹽政。
- 咸丰时期，太平天国占领江宁，两江总督部院先后在扬州、常州、上海、苏州、安庆等地驻节。
- 自同治五年（1866年）起，兩江總督兼管五口通商事務，授為南洋通商大臣。

## 总督部院
总督部院设在江宁城中部汉府街明代的汉王（成祖次子）府内。1853年－1864年洪秀全将这里扩建成金碧辉煌的天王府。1864年天王府被毁后，曾国藩在此按照礼制要求重建了两江总督部院。1909年南京城内穿城而过的宁垣铁路在此设车站。
1912年，这里成为中华民国南京临时政府总统府。1927年至1949年，这里先后为南京国民政府和中華民國總統府的所在地。
现在这里辟为南京中国近代史遺址博物馆。

## 历任总督
| 序次                                  | 姓名                  | 籍贯/旗籍  | 任职时间                              | 卸职时间                              | 卸職原因/备注            |
| 江南江西河南總督（順治四年—順治六年） |                       |            |                                       |                                       |                          |
| 1                                     | 馬國柱                | 漢軍正白旗 | 順治四年七月戊午 1647年8月19日        | 順治六年八月辛亥 1649年9月30日        | 不再督河南               |
| 两江總督（順治六年—順治十八年）       |                       |            |                                       |                                       |                          |
| 1                                     | 馬國柱                | 漢軍正白旗 | 順治六年八月辛亥 1649年9月30日        | 順治十一年九月丁未 1654年10月30日     | 病免                     |
| 2                                     | 馬鳴佩                | 漢軍正白旗 | 順治十一年十月 1654年                 | 順治十三年閏五月己酉 1656年6月23日    | 病免                     |
| 3                                     | 郎廷佐                | 漢軍鑲黃旗 | 順治十三年閏五月己未 1656年7月3日     | 順治十八年九月丁亥 1661年11月2日      | 改為江南總督             |
| 江南總督（順治十八年—康熙四年）       |                       |            |                                       |                                       |                          |
| 1                                     | 郎廷佐                | 漢軍鑲黃旗 | 順治十八年九月丁亥 1661年11月2日      | 康熙四年五月丁未 1665年7月4日         | 裁併入兩江總督           |
| 江西總督（順治十八年—康熙四年）       |                       |            |                                       |                                       |                          |
| 1                                     | 張朝璘                | 漢軍正藍旗 | 順治十八年九月丁亥 1661年11月2日      | 康熙四年五月丁未 1665年7月4日         | 裁併入兩江總督           |
| 兩江總督（康熙四年—宣統三年）         |                       |            |                                       |                                       |                          |
| 1                                     | 郎廷佐                | 漢軍鑲黃旗 | 康熙四年五月丁未 1665年7月4日         | 康熙七年十一月己酉 1668年12月17日     | 病免                     |
| 2                                     | 麻勒吉 瓜爾佳氏       | 滿洲正黃旗 | 康熙七年十二月癸酉 1669年1月10日      | 康熙十二年五月庚寅 1673年7月5日       | 降二級調任               |
| 3                                     | 阿席熙 瓜爾佳氏       | 滿洲鑲紅旗 | 康熙十二年六月甲寅 1673年7月29日      | 康熙二十年十二月 1682年               | 降職                     |
| 4                                     | 于成龍                | 山西永寧   | 康熙二十年十二月癸卯 1682年2月1日     | 康熙二十三年五月丁丑 1684年6月24日    | 去世                     |
| 5                                     | 王新命                | 漢軍鑲藍旗 | 康熙二十三年五月甲申 1684年7月1日     | 康熙二十六年三月乙酉 1687年4月18日    | 改閩浙總督               |
| 6                                     | 董訥                  | 山東平原   | 康熙二十六年三月己丑 1687年4月22日    | 康熙二十七年三月丁酉 1688年4月24日    | 降五級調任               |
| 7                                     | 傅拉塔 伊爾根覺羅氏   | 滿洲鑲黃旗 | 康熙二十七年四月戊申 1688年5月5日     | 康熙三十三年六月丁酉 1694年7月22日    | 去世                     |
| 8                                     | 范承勳                | 漢軍鑲黃旗 | 康熙三十三年六月丙辰 1694年8月10日    | 康熙三十七年十月甲寅 1698年11月15日   | 憂免                     |
| 9                                     | 張鵬翮                | 四川遂寧   | 康熙三十七年十一月壬辰 1698年12月23日 | 康熙三十九年三月癸卯 1700年4月28日    | 改河道總督               |
| *                                     | 陶岱 瓜爾佳氏         | 滿洲正藍旗 | 康熙三十八年五月庚午 1699年5月30日    |                                       | 以吏部右侍郎署理         |
| *                                     | 陶岱 瓜爾佳氏         | 滿洲正藍旗 | 康熙三十九年三月癸卯 1700年4月28日    | 康熙三十九年五月癸卯 1700年6月27日    | 以吏部右侍郎署理         |
| 10                                    | 阿山 伊拉哩氏         | 滿洲鑲藍旗 | 康熙三十九年五月丁未 1700年7月1日     | 康熙四十五年十一月甲戌 1706年12月24日 | 遷刑部尚書               |
| 11                                    | 邵穆布 博爾濟吉特氏   | 滿洲鑲藍旗 | 康熙四十五年十一月辛巳 1706年12月31日 | 康熙四十八年七月 1709年               |                          |
| 12                                    | 噶禮 棟鄂氏           | 滿洲正紅旗 | 康熙四十八年七月辛卯 1709年8月27日    | 康熙五十一年二月丁巳 1712年3月10日    | 解職                     |
| *                                     | 郎廷極                | 漢軍鑲黃旗 | 康熙五十一年二月丁巳 1712年3月10日    | 康熙五十一年十月丙寅 1712年11月14日   | 以江西巡撫署理           |
| 13                                    | 赫壽 舒穆祿氏         | 滿洲正紅旗 | 康熙五十一年十月丙寅 1712年11月14日   | 康熙五十六年四月丙申 1717年5月22日    | 遷理藩院尚書             |
| 14                                    | 長鼐 赫舍里氏         | 滿洲正白旗 | 康熙五十六年四月甲辰 1717年5月30日    | 康熙六十一年十月 1722年               | 去世                     |
| 15                                    | 查弼納 完顏氏         | 滿洲正黃旗 | 康熙六十一年十月辛未 1722年11月27日   | 雍正四年四月己卯 1726年5月18日        | 召回京城                 |
| *                                     | 范時繹                | 漢軍鑲黃旗 | 雍正四年四月己卯 1726年5月18日        | 雍正八年三月甲午 1730年5月12日        | 以馬蘭鎮總兵署理         |
| *                                     | 史貽直                | 江蘇溧陽   | 雍正八年三月甲午 1730年5月12日        |                                       | 以吏部左侍郎署理         |
| 16                                    | 高其倬                | 漢軍鑲黃旗 | 雍正八年五月癸酉 1730年6月20日        | 雍正九年七月丁卯 1731年8月8日         | 署理云廣總督             |
| *                                     | 尹繼善 章佳氏         | 滿洲鑲黃旗 | 雍正九年七月丁卯 1731年8月8日         | 雍正十年九月庚寅 1732年10月24日       | 以江蘇巡撫署理           |
| *                                     | 魏廷珍                | 直隸景州   | 雍正十年九月庚寅 1732年10月24日       | 雍正十一年正月壬辰 1733年2月23日      | 以漕運總督署理           |
| 17                                    | 高其倬                | 漢軍鑲黃旗 | 雍正十一年正月壬辰 1733年2月23日      | 雍正十一年九月己卯 1733年10月8日      | 召回京城                 |
| *                                     | 趙宏恩                | 漢軍鑲紅旗 | 雍正十一年九月己卯 1733年10月8日      | 雍正十二年五月壬辰 1734年6月18日      | 以湖南巡撫署理           |
| 18                                    | 趙宏恩                | 漢軍鑲紅旗 | 雍正十二年五月壬辰 1734年6月18日      | 乾隆二年正月庚子 1737年2月10日        | 召回京城                 |
| 19                                    | 慶復 佟佳氏           | 滿洲鑲黃旗 | 乾隆二年正月庚子 1737年2月10日        | 乾隆二年閏九月丁卯 1737年11月4日      | 改雲貴總督               |
| 20                                    | 那蘇圖 戴佳氏         | 滿洲鑲黃旗 | 乾隆二年閏九月丁卯 1737年11月4日      | 乾隆四年十月戊申 1739年12月5日        | 憂免                     |
| 21                                    | 郝玉麟                | 漢軍鑲黃旗 | 乾隆四年十月戊申 1739年12月5日        | 乾隆五年五月甲子 1740年6月18日        | 解職                     |
| *                                     | 楊超曾                | 湖南武陵   | 乾隆五年五月甲子 1740年6月18日        | 乾隆六年八月己酉 1741年9月26日        | 以兵部尚書署理           |
| 22                                    | 那蘇圖 戴佳氏         | 滿洲鑲黃旗 | 乾隆六年八月己酉 1741年9月26日        | 乾隆七年四月甲午 1742年5月9日         | 改閩浙總督               |
| 23                                    | 簡親王德沛 愛新覺羅氏 |            | 乾隆七年四月甲午 1742年5月9日         | 乾隆八年二月庚子 1743年3月11日        | 召回京城                 |
| 24                                    | 尹繼善 章佳氏         | 滿洲鑲黃旗 | 乾隆八年二月庚子 1743年3月11日        | 乾隆十三年九月己未 1748年10月28日     |                          |
| 25                                    | 策楞 鈕鈷祿氏         | 滿洲鑲黃旗 | 乾隆十三年九月己未 1748年10月28日     | 乾隆十三年十一月癸酉 1749年1月11日    | 改川陝總督               |
| *                                     | 雅爾哈善 愛新覺羅氏   | 滿洲正紅旗 | 乾隆十三年十一月癸酉 1749年1月11日    | 乾隆十三年十二月丁亥 1749年1月25日    | 署理                     |
| 26                                    | 黃廷桂                | 漢軍鑲紅旗 | 乾隆十三年十二月丁亥 1749年1月25日    | 乾隆十六年閏五月戊寅 1751年7月25日    | 改陝甘總督               |
| 27                                    | 尹繼善 章佳氏         | 滿洲鑲黃旗 | 乾隆十六年閏五月戊寅 1751年7月25日    | 乾隆十八年九月壬申 1753年10月16日     |                          |
| *                                     | 莊有恭                | 廣東番禺   | 乾隆十七年十月癸巳 1752年11月11日     |                                       | 以江蘇巡撫署理           |
| *                                     | 鄂容安 西林覺羅氏     | 滿洲鑲藍旗 | 乾隆十八年正月戊寅 1753年2月24日      | 乾隆十八年九月壬申 1753年10月16日     | 以江西巡撫署理           |
| 28                                    | 鄂容安 西林覺羅氏     | 滿洲鑲藍旗 | 乾隆十八年九月壬申 1753年10月16日     | 乾隆二十年 1755年                     | 戰死                     |
| *                                     | 尹繼善 章佳氏         | 滿洲鑲黃旗 | 乾隆十九年八月丁巳 1754年9月26日      | 乾隆二十一年十月壬申 1756年11月29日   | 以南河總督兼署           |
| 29                                    | 尹繼善 章佳氏         | 滿洲鑲黃旗 | 乾隆二十一年十月壬申 1756年11月29日   | 乾隆三十年三月乙未 1765年5月9日       | 入閣辦事                 |
| 30                                    | 高晉 高佳氏           | 滿洲鑲黃旗 | 乾隆三十年三月乙未 1765年5月9日       | 乾隆四十四年正月乙未 1779年2月25日    | 去世                     |
| 31                                    | 薩載 伊爾根覺羅氏     | 滿洲正黃旗 | 乾隆四十四年正月乙未 1779年2月25日    | 乾隆四十五年八月己巳 1780年9月21日    | 憂免                     |
| 32                                    | 陳輝祖                | 湖南祁陽   | 乾隆四十五年八月己巳 1780年9月21日    | 乾隆四十五年十二月 1781年             |                          |
| *                                     | 薩載 伊爾根覺羅氏     | 滿洲正黃旗 | 乾隆四十五年十二月 1781年             | 乾隆四十八年正月戊申 1783年2月17日    | 署理                     |
| 33                                    | 薩載 伊爾根覺羅氏     | 滿洲正黃旗 | 乾隆四十八年正月戊申 1783年2月17日    | 乾隆五十一年三月丙辰 1786年4月10日    | 去世                     |
| 34                                    | 李世傑                | 貴州黔西   | 乾隆五十一年三月丙辰 1786年4月10日    | 乾隆五十二年十一月乙酉 1787年12月30日 | 改四川總督               |
| *                                     | 閔鶚元                | 浙江歸安   | 乾隆五十一年三月丁巳 1786年4月11日    |                                       | 以江蘇巡撫署理           |
| 35                                    | 書麟 高佳氏           | 滿洲鑲黃旗 | 乾隆五十一年三月丁巳 1786年4月11日    | 乾隆五十五年五月己酉 1790年7月11日    | 革職                     |
| *                                     | 福崧 烏雅氏           | 滿洲正黃旗 | 乾隆五十五年五月己酉 1790年7月11日    |                                       | 以江蘇巡撫署理           |
| 36                                    | 孫士毅                | 浙江仁和   | 乾隆五十五年六月壬子 1790年7月14日    | 乾隆五十六年四月丁卯 1791年5月25日    | 授吏部尚書               |
| *                                     | 長麟 愛新覺羅氏       | 滿洲正藍旗 | 乾隆五十六年四月丁卯 1791年5月25日    |                                       | 以江蘇巡撫暫署           |
| 37                                    | 書麟 高佳氏           | 滿洲鑲黃旗 | 乾隆五十六年四月丁卯 1791年5月25日    | 乾隆五十九年七月甲辰 1794年8月14日    | 革職                     |
| 38                                    | 富綱 伊爾根覺羅氏     | 滿洲正藍旗 | 乾隆五十九年七月甲辰 1794年8月14日    | 乾隆六十年正月丙戌 1795年1月23日      | 降職                     |
| *                                     | 蘇凌阿 他他拉氏       | 滿洲正白旗 | 乾隆五十九年七月甲辰 1794年8月14日    |                                       | 以刑部尚書署理           |
| 39                                    | 福寧 伊爾根覺羅氏     | 滿洲鑲藍旗 | 乾隆六十年正月丙戌 1795年1月23日      | 嘉慶元年六月癸卯 1796年8月2日         | 改四川總督               |
| *                                     | 蘇凌阿 他他拉氏       | 滿洲正白旗 | 嘉慶元年六月癸卯 1796年8月2日         | 嘉慶二年九月甲申 1797年11月6日        | 以刑部尚書署理           |
| 40                                    | 李奉翰                | 漢軍正藍旗 | 嘉慶二年九月甲申 1797年11月6日        | 嘉慶四年二月辛丑 1799年3月18日        | 去世                     |
| 41                                    | 費淳                  | 浙江錢塘   | 嘉慶四年二月辛丑 1799年3月18日        | 嘉慶八年六月戊子 1803年8月12日        | 改兵部尚書               |
| 42                                    | 陳大文                | 河南杞縣   | 嘉慶八年六月戊子 1803年8月12日        | 嘉慶十年正月辛亥 1805年2月25日        | 改左都御史               |
| 43                                    | 鐵保 棟鄂氏           | 滿洲正黃旗 | 嘉慶十年正月辛亥 1805年2月25日        | 嘉慶十四年七月壬申 1809年8月24日      | 革職                     |
| 44                                    | 阿林保 舒穆祿氏       | 滿洲正白旗 | 嘉慶十四年七月壬申 1809年8月24日      | 嘉慶十四年十二月壬辰 1810年1月11日    | 去世                     |
| 45                                    | 松筠 瑪拉特氏         | 蒙古正藍旗 | 嘉慶十四年十二月壬辰 1810年1月11日    | 嘉慶十六年正月癸酉 1811年2月26日      | 改兩廣總督               |
| 46                                    | 勒保 費莫氏           | 滿洲鑲紅旗 | 嘉慶十六年正月癸酉 1811年2月26日      | 嘉慶十六年六月甲寅 1811年7月27日      | 召回京城                 |
| 47                                    | 百齡 張氏             | 漢軍正黃旗 | 嘉慶十六年六月甲寅 1811年7月27日      | 嘉慶二十一年十一月壬子 1816年12月25日 |                          |
| *                                     | 松筠 瑪拉特氏         | 蒙古正藍旗 | 嘉慶二十一年十月戊子 1816年12月1日    |                                       | 以大學士署理             |
| 48                                    | 孫玉庭                | 山東濟寧   | 嘉慶二十一年十一月壬子 1816年12月25日 | 道光四年閏七月丁未 1824年9月9日       | 遷體仁閣大學士           |
| 49                                    | 魏元煜                | 直隸昌黎   | 道光四年十二月戊辰 1825年1月28日      | 道光五年五月戊申 1825年7月7日         | 改漕運總督               |
| 50                                    | 琦善 博爾濟吉特氏     | 滿洲正黃旗 | 道光五年五月戊申 1825年7月7日         | 道光七年五月丙戌 1827年6月5日         | 解職                     |
| *                                     | 蔣攸铦                | 漢軍鑲紅旗 | 道光七年三月己亥 1827年4月19日        | 道光七年五月丙戌 1827年6月5日         | 以體仁閣大學士署理       |
| 51                                    | 蔣攸铦                | 漢軍鑲紅旗 | 道光七年五月丙戌 1827年6月5日         | 道光十年八月庚戌 1830年10月11日       | 召回京城                 |
| *                                     | 陶澍                  | 湖南安化   | 道光十年六月辛卯 1830年7月24日        | 道光十年八月庚戌 1830年10月11日       | 以江蘇巡撫署理           |
| 52                                    | 陶澍                  | 湖南安化   | 道光十年八月庚戌 1830年10月11日       | 道光十九年三月乙巳 1839年4月22日      | 病免                     |
| 53                                    | 林則徐                | 福建侯官   | 道光十九年三月乙巳 1839年4月22日      |                                       | 未任，改兩廣總督         |
| *                                     | 陳鑾                  | 湖北江夏   | 道光十九年三月乙巳 1839年4月22日      | 道光十九年十二月癸亥 1840年1月5日     | 以江蘇巡撫署理           |
| 54                                    | 鄧廷楨                | 江蘇江寧   | 道光十九年十二月癸亥 1840年1月5日     |                                       | 未任，改雲貴總督         |
| 55                                    | 伊里布 愛新覺羅氏     | 滿洲鑲黃旗 | 道光十九年十二月己卯 1840年1月21日    | 道光二十一年閏三月丁卯 1841年5月3日   | 召回京城                 |
| *                                     | 麟慶 完顏氏           | 滿洲鑲黃旗 | 道光十九年十二月己卯 1840年1月21日    |                                       | 以漕運總督兼署           |
| *                                     | 裕謙 博罗忒氏         | 蒙古鑲黃旗 | 道光二十年七月丁酉 1840年8月6日       | 道光二十一年正月乙巳 1841年2月10日    | 以江蘇巡撫署理           |
| 56                                    | 裕謙 博罗忒氏         | 蒙古鑲黃旗 | 道光二十一年閏三月丁卯 1841年5月3日   | 道光二十一年九月己未 1841年10月22日   | 殉国                     |
| 57                                    | 牛鑑                  | 甘肅凉州   | 道光二十一年九月丙辰 1841年10月19日   | 道光二十二年九月己未 1842年10月17日   | 革職                     |
| 58                                    | 耆英 愛新覺羅氏       | 滿洲正藍旗 | 道光二十二年九月己未 1842年10月17日   | 道光二十四年二月戊戌 1844年3月19日    |                          |
| *                                     | 璧昌 額尔德特氏       | 蒙古鑲黃旗 | 道光二十三年三月庚戌 1843年4月6日     | 道光二十三年十月己酉 1843年12月1日    | 以福州將軍署理           |
| *                                     | 孫善寶                | 山東濟寧   | 道光二十三年三月庚戌 1843年4月6日     | 道光二十三年十月己酉 1843年12月1日    | 以江蘇巡撫護理           |
| *                                     | 璧昌 額尔德特氏       | 蒙古鑲黃旗 | 道光二十四年二月戊戌 1844年3月19日    | 道光二十四年十二月丙午 1845年1月21日  | 以福州將軍署理           |
| *                                     | 孫善寶                | 山東濟寧   | 道光二十四年二月戊戌 1844年3月19日    | 道光二十四年十二月丙午 1845年1月21日  | 以江蘇巡撫護理           |
| 59                                    | 璧昌 額尔德特氏       | 蒙古鑲黃旗 | 道光二十四年十二月丙午 1845年1月21日  | 道光二十七年三月乙未 1847年4月30日    | 授內大臣                 |
| 60                                    | 陸建瀛                | 湖北沔陽   | 道光二十七年正月壬寅 1847年3月8日     | 道光二十七年三月乙未 1847年4月30日    | 以江蘇巡撫署理           |
| 59                                    | 李星沅                | 湖南湘陰   | 道光二十七年三月乙未 1847年4月30日    | 道光二十九年四月壬寅 1849年4月26日    | 病免                     |
| 60                                    | 陸建瀛                | 湖北沔陽   | 道光二十九年四月壬寅 1849年4月26日    | 咸豐三年正月壬申 1853年3月6日         | 革職                     |
| *                                     | 祥厚 愛新覺羅氏       | 滿洲鑲紅旗 | 咸豐三年正月壬申 1853年3月6日         | 咸豐三年二月丁酉 1853年3月31日        | 以江寧將軍署理           |
| *                                     | 楊文定                | 安徽定遠   | 咸豐三年二月丁酉 1853年3月31日        | 咸豐三年四月甲午 1853年5月27日        | 以江蘇巡撫署理           |
| 61                                    | 怡良 瓜尔佳氏         | 滿洲正紅旗 | 咸豐三年二月癸巳 1853年3月27日        | 咸豐七年四月癸巳 1857年5月5日         |                          |
| *                                     | 趙德轍                | 山西解州   | 咸豐七年四月癸巳 1857年5月5日         |                                       | 以江蘇巡撫兼署           |
| *                                     | 何桂清                | 雲南昆明   | 咸豐七年四月癸巳 1857年5月5日         | 咸豐七年六月乙卯 1857年7月26日        | 以前浙江巡撫署理         |
| 62                                    | 何桂清                | 雲南昆明   | 咸豐七年六月乙卯 1857年7月26日        | 咸豐十年四月癸未 1860年6月8日         | 革職                     |
| *                                     | 曾國藩                | 湖南湘鄉   | 咸豐十年四月癸未 1860年6月8日         | 咸豐十年六月丙戌 1860年8月10日        | 以前兵部侍郎賞尚書銜署理 |
| *                                     | 徐有壬                | 順天宛平   | 咸豐十年四月癸未 1860年6月8日         | 咸豐十年四月癸巳 1860年6月18日        | 以江蘇巡撫兼署，戰死     |
| *                                     | 薛煥                  | 四川興文   | 咸豐十年四月癸巳 1860年6月18日        |                                       | 以江蘇布政使暫署         |
| 63                                    | 曾國藩                | 湖南湘鄉   | 咸豐十年六月丙戌 1860年8月10日        | 同治七年七月乙未 1868年9月6日         | 改直隸總督               |
| *                                     | 李鴻章                | 安徽合肥   | 同治四年四月癸巳 1865年5月23日        | 同治五年十一月丙辰 1866年12月7日      | 以江蘇巡撫署理           |
| 64                                    | 馬新貽                | 山東菏澤   | 同治七年七月乙未 1868年9月6日         | 同治九年八月丁酉 1870年8月29日        | 遇刺身亡                 |
| *                                     | 魁玉 富察氏           | 滿洲鑲紅旗 | 同治九年八月丁酉 1870年8月29日        |                                       | 以江寧將軍兼署           |
| 65                                    | 曾國藩                | 湖南湘鄉   | 同治九年八月丁酉 1870年8月29日        | 同治十一年二月丙寅 1872年3月20日      | 去世                     |
| *                                     | 何璟                  | 廣東香山   | 同治十一年二月丙寅 1872年3月20日      | 同治十一年十月丙子 1872年11月25日     | 以江蘇巡撫署理           |
| *                                     | 張樹聲                | 安徽合肥   | 同治十一年十月丙子 1872年11月25日     | 同治十二年正月丙戌 1873年2月3日       | 以署理江蘇巡撫署理       |
| 66                                    | 李宗羲                | 四川開縣   | 同治十二年正月丙戌 1873年2月3日       | 同治十三年十二月甲戌 1875年1月12日    | 病免                     |
| *                                     | 劉坤一                | 湖南新寧   | 同治十三年十二月甲戌 1875年1月12日    | 光緒元年八月丙寅 1875年9月1日         | 以江西巡撫署理           |
| 67                                    | 沈葆楨                | 福建侯官   | 光緒元年四月壬辰 1875年5月30日        | 光緒五年十一月癸未 1879年12月26日     | 去世                     |
| *                                     | 吳元炳                | 河南固始   | 光緒四年二月乙巳 1878年3月28日        |                                       | 以江蘇巡撫兼署           |
| *                                     | 吳元炳                | 河南固始   | 光緒五年十一月癸未 1879年12月26日     | 光緒六年六月 1880年                   | 以江蘇巡撫兼署           |
| 68                                    | 劉坤一                | 湖南新寧   | 光緒五年十一月甲申 1879年12月27日     | 光緒七年七月戊子 1881年8月22日        | 召回京城                 |
| 69                                    | 彭玉麟                | 湖南衡陽   | 光緒七年七月戊子 1881年8月22日        | 光緒七年九月乙未 1881年10月28日       | 辭免                     |
| 70                                    | 左宗棠                | 湖南湘陰   | 光緒七年九月乙未 1881年10月28日       | 光緒十年正月戊子 1884年2月8日         | 病免                     |
| *                                     | 裕祿 喜塔腊氏         | 滿洲正白旗 | 光緒十年正月戊子 1884年2月8日         |                                       | 以安徽巡撫署理，未任     |
| *                                     | 曾國荃                | 湖南湘鄉   | 光緒十年正月丙申 1884年2月16日        | 光緒十三年七月甲戌 1887年9月6日       | 以署理禮部尚書署理       |
| *                                     | 裕祿 喜塔腊氏         | 滿洲正白旗 | 光緒十三年七月甲戌 1887年9月6日       | 光緒十三年九月 1887年                 | 以湖廣總督署理           |
| *                                     | 曾國荃                | 湖南湘鄉   | 光緒十三年九月 1887年                 | 光緒十六年十月丁未 1890年11月22日     | 署理                     |
| *                                     | 沈秉成                | 浙江歸安   | 光緒十六年十月丁未 1890年11月22日     |                                       | 以安徽巡撫署理           |
| 71                                    | 劉坤一                | 湖南新寧   | 光緒十六年十月丁未 1890年11月22日     | 光緒二十八年九月癸亥 1902年10月7日    | 去世                     |
| *                                     | 張之洞                | 直隸南皮   | 光緒二十年十月戊申 1894年11月2日      | 光緒二十一年十一月甲寅 1896年1月2日   | 以湖廣總督署理           |
| *                                     | 鹿傳霖                | 直隸定興   | 光緒二十五年十一月丙寅 1899年12月24日 | 光緒二十六年四月丙子 1900年5月3日     | 以江蘇巡撫兼署           |
| *                                     | 李有棻                | 江西萍鄉   | 光緒二十八年九月癸亥 1902年10月7日    |                                       | 以江寧布政使護理         |
| *                                     | 張之洞                | 直隸南皮   | 光緒二十八年九月癸亥 1902年10月7日    | 光緒二十九年二月丁未 1903年3月20日    | 以湖廣總督署理           |
| 72                                    | 魏光燾                | 湖南隆回   | 光緒二十八年十一月壬戌 1902年12月5日  | 光緒三十年七月戊戌 1904年9月1日       | 改閩浙總督               |
| 73                                    | 李興銳                | 湖南瀏陽   | 光緒三十年七月戊戌 1904年9月1日       | 光緒三十年九月戊戌 1904年10月31日     | 去世                     |
| 74                                    | 周馥                  | 安徽建德   | 光緒三十年九月戊戌 1904年10月31日     | 光緒三十二年七月己酉 1906年9月2日     | 改閩浙總督               |
| *                                     | 端方 托忒克氏         | 滿洲正白旗 | 光緒三十年九月戊戌 1904年10月31日     | 光緒三十二年七月己酉 1906年9月2日     | 以江蘇巡撫暫署           |
| 75                                    | 端方 托忒克氏         | 滿洲正白旗 | 光緒三十二年七月己酉 1906年9月2日     | 宣統元年五月己未 1909年6月28日        | 改直隸總督               |
| *                                     | 樊增祥                | 湖北恩施   | 宣統元年五月己未 1909年6月28日        |                                       | 以江寧布政使護理         |
| 76                                    | 張人駿                | 直隸豐潤   | 宣統元年五月己未 1909年6月28日        | 宣統三年十二月戊戌 1912年1月23日      | 免職                     |
| 77                                    | 張勳                  | 江西奉新   | 宣統三年十二月戊戌 1912年1月23日      |                                       | 以江南提督署理           |

### 引用
1. ↑  .   [2020-09-30]. （原始内容存档于2006-10-18）.